# Daily Record
Daily Record este un ziar britanic fondat în anul 1895 și distribuit în Scoția. Ziarul este deținut de compania media Trinity Mirror. În luna mai 2008, ziarul a avut un tiraj de 400.133 exemplare.